# Новый Путь (Кромской район)
Но́вый Путь — посёлок в Кромском районе Орловской области. Входит в состав Кутафинского сельского поселения.

## География
Посёлок находится в центральной части Орловской области, на расстоянии примерно 13 км (по прямой) к западу от посёлка городского типа Кромы, административного центра района.

### Часовой пояс
Посёлок Новый Путь, как и вся Орловская область, находится в часовой зоне МСК (московское время). Смещение применяемого времени относительно UTC составляет +3:00.

## История
В начале XX века посёлок ещё не был отмечен на картах. На карте 1941 года был отмечен как Соколиха. 

## Население
| 2010 |
| ---- |
| 0    |